# Glyphipterix
Glyphipterix é um gênero de mariposa pertencente à família Acrolepiidae.